# Rivière-au-Tonnerre
Rivière-au-Tonnerre è un comune del Canada, situato nella provincia del Québec, nella regione di Côte-Nord.